# Хотел Београд (Краљево)
Хотел Београд био је угоститељски објекат у центру Краљева, који се налазио на централном градском тргу.

## Историјат

### Изградња Хотела и предратни период
Зграда хотела Београд била је подигнута 1872. године. Њу је подигао краљевачки трговац Јован Павловић-Сарајевчић. Он је свом презимену додао и презиме Сарајевчић, јер је највећи део младости провео у Сарајеву. У том граду се бавио трговином, а по доласку у Карановац (Краљево) захваљујући свом богатству сазидао је пет кућа и купио велика имања у околним селима. Такође, првобитан назив гостионице је био Сарајево. Грађена је као гостионица са собама за преноћиште које су се налазиле на спрату. У дворишту су становали чланови породице Павловић, као и радници гостионице. У дворишту се налазила и велика штала за смештај запрежне и товарне стоке. Како се Јован првенствено бавио трговином, зграду гостионице је издавао под закуп. Године 1882. ову гостионицу је под закуп узео Крста Јовановић из Крагујевца. Он је гостионици дао име Гостионица код Шумадинца. Након Јованове смрти, његов син Живко је наследио зграду гостионице, коју је наставио да издаје под закуп.
Након Првог светског рата извршена је велика реконструкција зграде. Доведена је струја, вода и калдрмисан је тротоар. Тада је гостионица била претворена у хотел. Године 1920. гостионица Сарајево је преименована у Хотел Београд. На спрату се налазило 13 пространих и модерно уређених соба. Ресторан хотела је био простран, украшен бројним сводовима. У ресторану се налазила и билијар сала. Током двадесети и тридесетих година хотел је променио већи број закупаца: Станимир Вукомановић (1920-1930), Благоје Недељковић (1930-1933), Мита Миловић (1933-1935), Раде Вукотић. 88 Вукотићу се у вођењу хотела 1938. године придружио његов пасторак Милан Прибаковић. Они су набавили нов инвентар, позивали оркестре из Будимпеште, Темишвара и других градова да забављају госте. Захваљујући њима Хотел Београд је постао место на ком су одседали најугледнији гости.

### ХотелБеоградпосле Другог светског рата
Током Другог светског рата и немачке окупације Хотел Београд је наставио да ради. По ослобођењу Краљева, хотел је преузео његов власник Радивоје, син Живка Павловића. Хотел је водио заједно са Новом Луковићем и Дукинцом, познатим краљевачки предратним угоститељима. Општина је 1. маја 1946. године преузела хотел и у њему отворила менту Радничко-службеничке задруге Партизан. Хотел Београд је национализован 1948. године. Две године касније, 1. марта 1950, хотел је припојен Народном угоститељском предузећу Столови, чиме је престао да ради као угоститељски објекат. У приземљу је Трговачко предузеће 29. новембар отворило продавницу намештаја, а спрат је био додељен Стамбеном одсеку Општине Краљево, које је у ове просторије усељавало станаре, махом избеглице из Босне и Српске Крајине.
Зграда Хотела Београд се урушила 1954. године. Наиме, објекат је грађен без употребе армираног бетона, који се у време његове градње није ни користио. Са друге стране, честе реконструкције зграде ради проширења просторија и уклањања плафонских сводова који су држали међуспратну конструкцију довели су до рушења. Након неколико година рушевине хотела су биле уклоњене, а на његовом месту је подигнута пословно-стамбена зграда позната као Кифла.

## Галерија
- Гости Хотела Београд 1925. године
- Воја Аритоновић испред Хотела Београд